# Generalkonsul
En generalkonsul er en nations repræsentant i et fremmed land og leder af et generalkonsulat. Blandt typiske konsulære opgaver er at assistere og beskytte pågældende nations borgere i det pågældende fremmede land, hvorimod opgaverne kun i begrænset omfang omfatter udsenderstatens interesser i forhold til opholdslandet. Disse varetages af ambassader. Visumudstedelse er en af de opgaver, der især tidligere henhørte under et generalkonsulat eller konsulat.
Titlen generalkonsul rangerer højere end konsul og vicekonsul.
Konsulatsvæsenet består af udsendte (dvs. embedsmænd udsendt af et lands udenrigsministerium) og valgte (honorære) generalkonsuler, konsuler og vicekonsuler. De honorære konsuler er ofte privatpersoner, som udfører konsulopgaverne gratis eller mod et beskedent vederlag. De kan være af såvel udsenderstatens, opholdslandets eller et tredjelands nationalitet.